# Oinomikadoina
Oinomikadoina es un género de foraminífero bentónico considerado un sinónimo posterior de Caribeanella de la subfamilia Caribeanellinae, de la familia Planorbulinidae, de la superfamilia Planorbulinoidea, del suborden Rotaliina y del orden Rotaliida. Su especie tipo era Oinomikadoina ogiensis. Su rango cronoestratigráfico abarca el Plioceno.

## Clasificación
Oinomikadoina incluía a las siguientes especies:
- Oinomikadoina ogiensis †, aceptado como Caribeanella ogiensis